# Drügendorf
Drügendorf ist ein Gemeindeteil des Marktes Eggolsheim im Landkreis Forchheim (Oberfranken, Bayern).

## Geografie
Das Pfarrdorf am Ostrand des Erlanger Albvorlandes befindet sich etwa sechs Kilometer nordöstlich des Ortszentrums von Eggolsheim auf 335 m ü. NHN.

## Geschichte
Bis zum Beginn des 19. Jahrhunderts unterstand Drügendorf der Landeshoheit des Hochstifts Bamberg. Die Territorial- bzw. Dorf- und Gemeindeherrschaft nahm das Bamberger Domkapitel wahr. Die Hochgerichtsbarkeit übte das ebenfalls bambergische Amt Memmelsdorf als Centamt aus.
Als das Hochstift Bamberg infolge des Reichsdeputationshauptschlusses 1802/03 säkularisiert und unter Bruch der Reichsverfassung vom Kurfürstentum Pfalz-Baiern annektiert wurde, wurde Drügendorf ein Bestandteil der bei der „napoleonischen Flurbereinigung“  in Besitz genommenen neubayerischen Gebiete.
Durch die Verwaltungsreformen zu Beginn des 19. Jahrhunderts im Königreich Bayern wurde Drügendorf mit dem Zweiten Gemeindeedikt 1818 eine Ruralgemeinde. Im Zuge der Gebietsreform in Bayern wurde die Gemeinde Drügendorf am 1. Mai 1978 in den Markt Eggolsheim eingegliedert. Im Jahr 1987 zählte Drügendorf 290 Einwohner.

## Verkehr
Die von Süden kommende Kreisstraße FO 5 führt am westlichen Ortsrand vorbei und verläuft nordwestlich des Orts abschnittsweise zusammen mit der Staatsstraße St 2260, die nördlich vorbeiführt. Mit dieser sind Drügendorf und Drosendorf am Eggerbach über eine Gemeindeverbindungsstraße verbunden. Der ÖPNV bedient das Dorf an einer Haltestelle der Buslinie 266 des VGN in Richtung Forchheim und in die Gegenrichtung nach Eggolsheim, außerdem wird der Ort von der Linie 220 angefahren. Der nächstgelegene Bahnhof an der Bahnstrecke Nürnberg–Bamberg befindet sich in Eggolsheim.

## Baudenkmäler

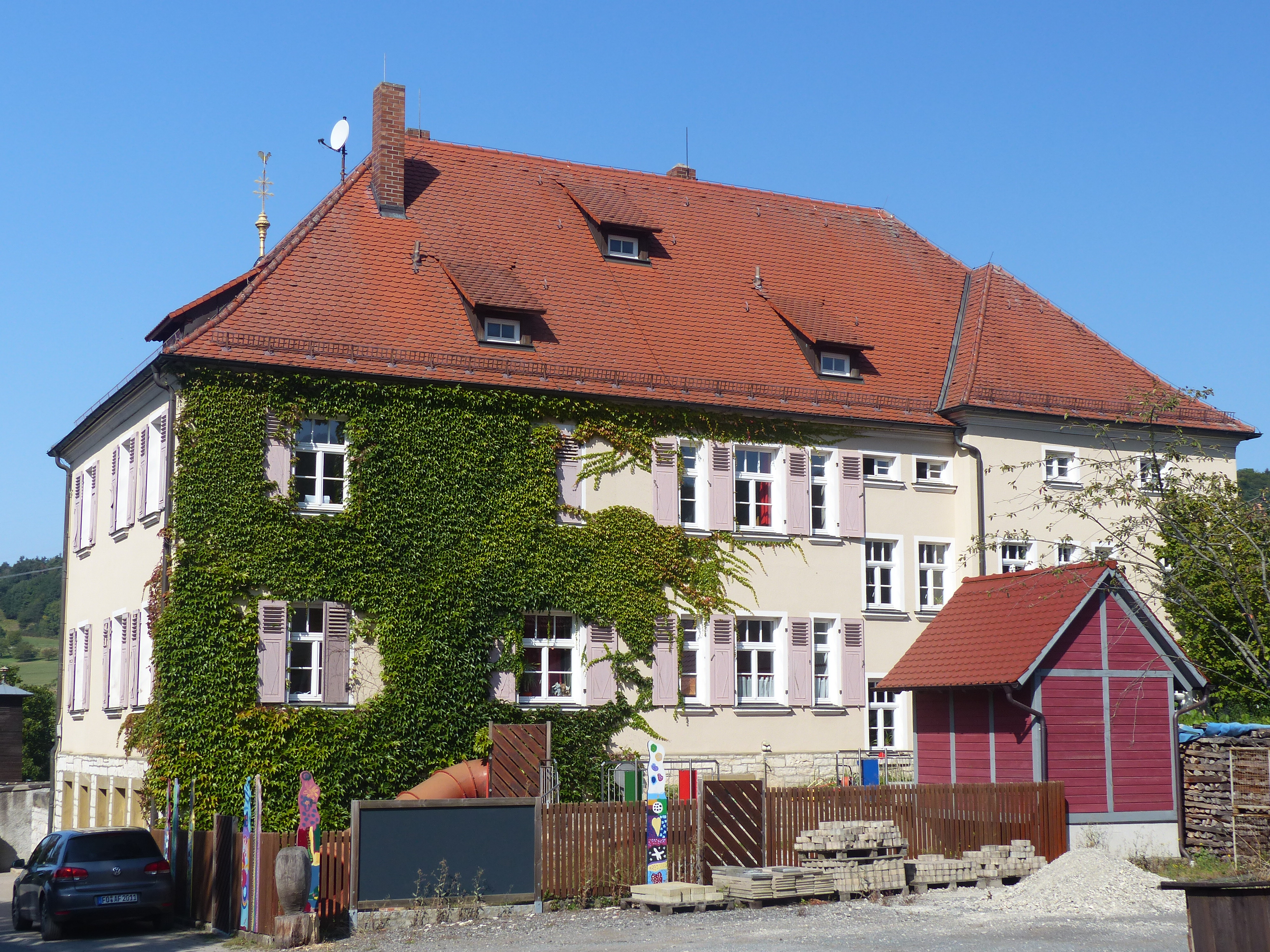
Ehemaliges Schulhaus von Drügendorf

In und um Drügendorf gibt es sechs denkmalgeschützte Objekte, darunter die Kirche und eine Wegkapelle, das ehemalige Schulhaus und ein Brauereigasthaus.